# Brendan Gleeson
Brendan Gleeson (Dublin, 29 maart 1955) is een Iers filmacteur. Hij is het meest bekend door zijn rol als 'Hamish Campbell' in de film Braveheart en zijn rol als Alastor Dolleman in deel 4, 5 en 7 van de Harry Potter-reeks.
Voordat Gleeson acteur werd was hij een leraar op een basisschool. Hij debuteerde pas op 34-jarige leeftijd. Gleeson trouwde in 1982 met Mary, en heeft nu vier zonen, waaronder (mede-Harry Potter-acteur) Domhnall Gleeson en Brian Gleeson. Hij is ook een goede vioolspeler, wat hij demonstreerde in Cold Mountain (2003).

## Filmografie
- 2024 - Joker: Folie à Deux
- 2022 - The Banshees of Inisherin
- 2021 - The Tragedy of Macbeth
- 2018 - The Ballad of Buster Scruggs
- 2017-2019 - Mr. Mercedes (televisieserie)
- 2017 - Paddington 2
- 2016 - Trespass Against Us
- 2016 - Live by Night
- 2016 - Assassin's Creed
- 2016 - Alone in Berlin
- 2015 - Suffragette
- 2014 - Calvary
- 2014 - Stonehearst Asylum
- 2014 - Edge of Tomorrow
- 2013 - The Grand Seduction
- 2013 - The Smurfs 2
- 2012 - The Company You Keep
- 2012 - Safe House
- 2012 - The Pirates! Band of Misfits (stem)
- 2011 - The Guard
- 2010 - Connemara Days
- 2010 - At Swim-Two-Birds
- 2010 - Harry Potter and the Deathly Hallows Part 1
- 2009 - Into the storm
- 2009 - Perrier's Bounty
- 2009 - Green Zone
- 2009 - The Secret of Kells
- 2008 - In Bruges
- 2007 - Harry Potter and the Order of the Phoenix
- 2007 - Beowulf (animatie)
- 2006 - A Tiger's Tale
- 2006 - Breakfast on Pluto
- 2006 - Sixteen Shooter
- 2005 - Harry Potter and the Goblet of Fire
- 2005 - Kingdom of Heaven
- 2004 - The Village
- 2004 - Troy
- 2003 - Cold Mountain
- 2003 - The Country of My Skull
- 2002 - Gangs of New York
- 2002 - 28 Days Later
- 2001 - The Tailor of Panama
- 2001 - A.I.
- 2000 - Mission: Impossible II
- 2000 - The Cake
- 2000 - J.J. Biker
- 1999 - Lake Placid
- 1998 - Sweet Barrett
- 1998 - The General
- 1997 - I Went Down
- 1997 - Before I Sleep
- 1997 - Trojan Eddie
- 1997 - Turbulence
- 1996 - Michael Collins
- 1996 - Angela Mooney
- 1995 - Kidnapped
- 1995 - Braveheart
- 1993 - The Snapper
- 1992 - Far and Away
- 1992 - Into the West
- 1991 - The Treaty
- 1990 - The Field

## Trivia
- Gleeson speelt in de film The Treaty de rol van politicus Michael Collins, vijf jaar later speelt hij een bijrol in de wat grotere productie van Michael Collins met dit keer Liam Neeson in de hoofdrol.